# Theodor von Moro
Theodor Ritter von Moro (* 1. Juli 1823 in Klagenfurt; † 3. April 1863 ebenda) war ein österreichischer Unternehmer und Politiker aus dem Adelsgeschlecht Moro.

## Leben
Moro war der Sohn des Tuchfabrikanten und Grundbesitzers Anton von Moro und dessen Ehefrau Cölestine von Herbert (2. Mai 1791; † 5. November 1838). Er war römisch-katholisch und blieb ledig.
Moro war der Neffe von Andreas und Thomas von Moro und der Cousin von Max und Leopold von Moro.
Moro  war Teilhaber und Prokurist der Moro’schen Feintuchfabrik, Mitglied der Kärntner Handels- und Gewerbekammer und Direktor des Klagenfurter Männergesangsvereins.

## Politik
Bei der Wahl zum Provisorischen Kärntner Landtag 1848 wurde er als stellvertretender Abgeordneter gewählt und war vom 17. Juli 1848 bis zum 4. März 1849 Stellvertreter von Adolf von Aichelburg.